# جوني برايت
جوني برايت (بالإنجليزية: Johnny Bright)‏ هو لاعب كرة قدم كندية أمريكي، ولد في 11 يونيو 1930 في فورت واين في الولايات المتحدة، وتوفي في 14 ديسمبر 1983 في إدمونتون في كندا بسبب نوبة قلبية.